# Конфликт (фильм)
«Конфликт» (англ. Conflict) — фильм нуар режиссёра Кёртиса Бернхардта, вышедший на экраны в 1945 году.
Сценарий фильма написали Артур Т. Хорман и Дуайт Тейлор по рассказу «Пентаграмма» Альфреда Нойманна и Роберта Сиодмака.
Вышедший на экраны через 18 месяцев после завершения работы над ним, «Конфликт» является одной из двух мелодрам, в которых Хамфри Богарт сыграл женоубийцу (вторым фильмом был «Две миссис Кэрролл»), в котором предмет его любовного интереса также сыграла Алексис Смит.

## Сюжет
Владелец успешной инженерной компании Ричард Мейсон (Хамфри Богарт) живёт в богатом доме в пригороде Лос-Анджелеса со своей женой Кэтрин (Роуз Хобарт). Внешне они составляют идеальную семейную пару, и их браку завидуют многие друзья и знакомые. Однако в день пятой годовщины их свадьбы Кэтрин обвиняет Ричарда в том, что он чрезмерно увлёкся её младшей сестрой, Эвелин Тёрнер (Алексис Смит). Кэтрин говорит мужу, что никогда не даст ему развод, а Эвелин слишком порядочна, чтобы ответить на его чувства.
Друг семьи, психиатр Марк Хэмилтон (Сидни Гринстрит) организует в своём доме вечеринку в честь юбилея Ричарда и Кэтрин. Хэмилтон приглашает на вечеринку и Эвелин, желая познакомить её со своим молодым коллегой профессором Норманном Холдсвортом (Чарльз Дрейк). Во время общения заметно, что Ричард смотрит на Эвелин с нескрываемым обожанием. Когда речь заходит о природе психологии, Хэмилтон заявляет, что мысль может превратиться в опасную болезнь, и он как раз и занимается тем, чтобы освободить пациента от такой мысли. Он добавляет, что любовь часто является корнем психологических проблем.
По дороге домой Ричард везёт на автомобиле Кэтрин и Эвелин. Засмотревшись, на Эвелин, которая сидит на заднем сидении, Ричард теряет контроль над дорогой и попадает в аварию. Ричард оказывается в больнице со сломанной ногой, а Кэтрин и Эвелин отделываются лёгкими ушибами. Через несколько недель, когда врачи считают, что нога Ричарда должна была уже полностью зажить, он продолжает утверждать, что не может стоять и ходить, и пользуется инвалидной коляской.
Врач рекомендует Ричарду больше плавать для укрепления мышц, после чего Ричард с Кэтлин решают совместно поехать в свой горный дом с озером. Перед самым отъездом Ричард делает вид, что у него возникла срочная работа, и остаётся дома, обещая приехать на следующий день. Кэтрин отправляется одна за рулём автомобиля. Заехав по дороге к Хэмилтону, она просит его присмотреть за Ричардом, и проверить на следующий день утром, всё ли у него в порядке. На память Хэмилтон срезает одну из выращенных им роз и вставляет её в петлицу Кэтрин. В горах недалеко от дома дорогу Кэтрин преграждает другой автомобиль. Неожиданно из тени появляется Ричард, который душит Кэтрин. Затем он сталкивает её в машине со скалы, при падении машину сверху засыпает куча тяжёлых брёвен.
Ричард быстро возвращается домой, где проводит заранее запланированную деловую встречу со своими инженерами, обеспечивая себе алиби. Во время работы он несколько раз звонит в горный домик, чтобы справиться о прибытии Кэтрин, однако она там так и не появляется. Через некоторое время звонит Хэмилтон, чтобы справиться о состоянии здоровья Ричарда. Тот отвечает, что с ним всё в порядке, но он не может найти Кэтрин. Сразу после этого разговора Ричард звонит в полицию и сообщает о пропаже жены. На встрече с детективами в присутствии Хэмилтона Ричард подробно описывает, во что была одета жена и какие на ней были украшения. Ричард также звонит Эвелин, которая уехала на несколько дней к матери, и просит её вернуться.
Полиции не удаётся найти Кэтрин, но через некоторое время они ловят бродягу, у которого обнаруживается кольцо, принадлежащее Кэтрин. Бродяга говорит, что вытащил его из сумочки какой-то женщины в городе. Полиция высказывает предположение, что Кэтрин, возможно, жива и просто сбежала от мужа, либо у неё амнезия и она не помнит своего имени, места жительства и родственников. Вернувшись домой, Ричард обнаруживает в гостиной аромат духов Кэтрин, а также её ключ от сейфа на своём рабочем столе. Ричард понимает, что в его отсутствие кто-то был в его доме, и немедленно звонит сообщить об этом в полицию. В сейфе он также обнаруживает обручальное кольцо Кэтрин.
Поскольку полиция не в состоянии прояснить ситуацию, Ричард приходит к Хэмилтону и просит его помочь разобраться. Тот говорит, что если Ричард пришёл к нему на приём как к психотерапевту, то должен рассказать ему всю правду. Видя, что Ричард не готов к этому, Хэмилтон предлагает Ричарду просто развеяться и съездить на рыбалку. Хэмилтон предлагает пригласить в поездку Эвелин, а также берёт с собой доктора Холдсворта. Во время пребывания в горном мотеле Холдсворт делает Эвелин предложение, однако она не даёт ему определённого ответа. Узнав об этом, Ричард объясняется ей в любви, рассчитывая на её ответные чувства. Однако Эвелин отказывает ему во взаимности. Тогда Ричард уступает и посылает Холдсворта к Эвелин, рекомендуя ему проявлять больше настойчивости.
На следующий день Ричард возвращается в офис, где получает конверт, адрес на котором написан почерком, похожим на почерк Кэтрин. Внутри конверта лежит квитанция из ломбарда. Ричард приходит в этот ломбард и выясняет, что там заложен медальон Кэтрин, а в регистрационной книге указано её имя. Ричард ведёт полицию ломбард. Однако по прибытии выясняется, что в ломбарде работает совсем другой сотрудник, который ничего не знает о визите Ричарда, никакого медальона ему никто не сдавал, и никакой записи в регистрационной книге нет. Вернувшись в офис, Ричард видит в окно на улице женщину, которую он принимает за Кэтрин. Он выбегает на улицу и пытается окликнуть и преследовать женщину, однако она не обращает на него внимания, заходит в дом и скрывается в квартире. По просьбе Ричарда хозяйка квартиры открывает её, однако квартира оказывается пуста.
Ричард вновь приходит к Хэмилтону и просит его помощи, однако Хэмилтон отвечает, что психиатр в данном случае не может ему помочь. В отчаянии Ричард едет на место преступления, чтобы проверить, где находится Кэтрин. Машина всё ещё завалена брёвнами, и Ричард спускается со скалы, чтобы заглянуть в автомобиль. Как только он открывает дверь, его окружают полицейские с Хэмилтоном. Хэмилтон объясняет, что догадался о том, что Ричард врёт после того, как на первом допросе Ричард сказал, что когда Кэтрин уходила из дома, то у неё была роза в петлице. Ричард не мог этого знать, так как Хэмилтон подарил Кэтрин розу уже после того, как она уехала из дома. Полицейские обнаружили тело Кэтрин на следующий день после убийства, но так как у них не было никаких доказательств виновности Ричарда, они решили устроить ему ловушку, чтобы собственные страхи Ричарда довели его до саморазоблачения.

## В ролях
- Хамфри Богарт — Ричард Мейсон
- Алексис Смит — Эвелин Тёрнер
- Сидни Гринстрит — доктор Марк Хэмилтон
- Роуз Хобарт — Кэтрин Мейсон
- Чарльз Дрейк — профессор Норманн Холсворт
- Джеймс Флавин — детектив, лейтенант Уоркман (в титрах не указан)
- Фрэнк Уилкокс — Роберт Фрестон (в титрах не указан)

## Режиссёр и исполнители главных ролей
Режиссёр Кёртис Бернхардт родился в Германии и работал там вплоть до 1933 года, затем работал во Франции, и переехал в США только в 1939 году, поставив свой первый голливудский фильм в возрасте 40 лет. «Конфликт» стал одним из первых ярких фильмов Бёрнхардта в Голливуде, за которым последовали успешные фильмы нуар «Одержимая» (1947) с Джоан Кроуфорд и «Высокая стена» (1947) с Робертом Тейлором и Одри Тоттер, а также драмы «Украденная жизнь» (1946) и «Платёж по требованию» (1951) с Бетт Дейвис.
Главные роли в фильме сыграли Хамфри Богарт, Сидни Гринстрит и Алексис Смит. Один из ведущих актёров жанра нуар, Богарт знаменит по таким фильмам, как «Ангелы с грязными лицами» (1938), «Мальтийский сокол» (1941), «Касабланка» (1942), «Иметь и не иметь» (1944), «Большой сон» (1946), «Ки-Ларго» (1948) и многих других.  Сидни Гринстрит знаменит своими яркими эпизодическими ролями в фильмах «Мальтийский сокол» (1941) и «Касабланка» (1942). Он также сыграл главные роли в таких фильмах нуар, как «Маска Димитриоса» (1944), «Три незнакомца» (1946) и «Вердикт» (1946). Совместно с Богартом он также сыграл в таких шпионских триллерах военного времени «Через океан» (1942) и «Путь в Марсель» (1944). Этот фильм был «единственным совместным фильмом Богарта и Гринстрита, где Богарт, а не Гринстрит сыграл злодея или коррумпированного персонажа». Алексис Смит после этой картины сыграла в фильмах нуар «Две миссис Кэрролл» (1947), «Плеть» (1948) и «Поворотная точка» (1952).

## Создание фильма и участие Богарта
Как указывает кинокритик Боб Никсон, к 1943 году, когда началась работа над картиной (её выход на экраны был задержан на два года), Богарт вырос с положения просто надёжного и крепкого актёра до главной звезды студии, в основном, благодаря сильной игре в фильмах «Высокая Сьерра» (1941), «Мальтийский сокол» (1941) и «Касабланка» (1942). "Для «Уорнер» было как минимум необычно снимать быстро растущую звезду в роли злого, полного недостатков и психически нездорового убийцы, а не в роли крутого парня, у которого всё под контролем — тот тип героя, которого от него ждала публика. Но продюсеры видимо почувствовали, что что-то ценное есть в таком карьером шаге, и они заставили Богарта играть против его желания, угрожая снять его с картины, в которой он хотел сыграть — «Путь в Марсель» (1944), пока он не завершит работу в этом фильме". Фильм был завершён в 1943 году, но вышел на экраны 18 месяцев спустя. Через два года после «Конфликта» Хамфри Богарт снова сыграл психически неуравновешенного человека, который планировал убить свою жену ради любви к Алексис Смит в фильме «Две миссис Кэрролл» (1947).

## Оценка фильма критикой
Фильм был оценён критиками неоднозначно. Босли Кроутер в "Нью-Йорк таймс" назвал его «холодным и просчитанным фильмом для непритязательной аудитории», а «TimeOut» — «проходным фильмом нуар». Деннис Шварц охарактеризовал его как «монотонную, однообразную мелодраму, которая местами выглядит вялой и медлительной», а Крейг Батлер отметил, что «„Конфликт“ мог бы стать классическим нуаровым триллером, а не получившейся обычной рутиной», добавив, что «к сожалению, составные элементы фильма не сложились таким образом, чтобы поднять „Конфликт“ над средним уровнем». Лишь Роб Никсон охарактеризовал картину как «захватывающий психологический триллер». По мнению Никсона, фильм отличает «крепкий сценарий и сильная постановка Бернхардтом ряда сцен». Он пишет, что Богарт совершает почти «идеальное преступление,… но неожиданное появление странных улик и загадочных свидетельств позволяет предположить, что его жена может быть ещё жива, и это доводит его до грани сумасшествия». Кроутер называет фильм психологической драмой о душевных муках убийцы, которые «толкуются со значительным мелодраматизмом», отметив, что «история и развязка достаточно очевидны с самого начала,… и весь вопрос заключается в том, сколько напряжения и садистского любопытства разожжёт фильм. В данном конкретном случае ему это удаётся».
Никсон отмечает, что «многие критики увидели в „Конфликте“ один из первых голливудских примеров жанра фильм нуар с романтическим фатализмом и стилистическими влияниями немецкого экспрессионистского кино». Кроме того, это «один из первых киносюжетов, который очень серьёзно опирается на идеи и методику психоанализа». «TimeOut» приводит фразу героя Сидни Гринстрита, которые по мнению журнала, являются главной темой фильма — «Иногда мысль может стать чем-то вроде опасной болезни и поглотить волю». «Variety» называет фильм «убедительным портретом убийцы, с помощью психологических приёмов доведённым до того, что он сам раскрывает своё преступление». По мнению Кроутера, этот «неинтересный и мрачный по тематике» фильм может понравиться тем зрителям, «которые любят слушать отчаянное биение выдающего себя сердца».
Батлер считает, что фильм поднимается лишь до среднего уровня, несмотря на то, что у него «правильные актёры и режиссёр, а основной посыл фильма мог бы сделать его выдающимся». По его мнению, в неудаче фильма «виноваты главным образом режиссёр Кёртис Бернхардт и трио авторов. Все они как будто обладают видением того, куда должен идти фильм и как он должен выглядеть, но они не смогли найти правильный путь к реализации этого видения; в результате мы оставлены с фильмом, который имеет скелет, но не имеет плоти». Оценивая работу режиссёра, он пишет: «Бернхардт, часто очень хороший режиссёр, как будто оставил своё воображение за дверью; его работа крепкая, и он с ней справляется, но по большей части ему не хватает вкуса и стиля, необходимого для проекта такого рода».
Кроутер охарактеризовал работу сценаристов и режиссёра следующим образом: "История, по которой Бернхардт поставил фильм, не является ни оригинальной, ни глубокой, она исполнена в мрачно приглушённом тоне и темпе. События развиваются медленно и в целом слабо, визуальные образы традиционны, но прочны, а детали нервного возбуждения точно и тщательно проработаны" . Шварц отмечает, что Бернхардт оставляет в сюжете «слишком много надуманных приёмов, чтобы фильм работал». С другой стороны, «Variety» положительно характеризует работу Бернхардта, отметив, что режиссёрская работа и актёрская игра «обеспечивают интерес к событиям, несмотря на некоторую очевидность сюжета и окончательного результата», а Шварц подчеркивает, что «будучи как Сиодмак, выходцем из Германии, Бернхардт, использовал немецкий экспрессионизм для придания красок фильму».
Большинство критиков сходятся во мнении, что самой сильной стороной фильма стала актёрская игра Богарта и Гринстрита. Так, Батлер пишет: «К счастью, в „Конфликте“ играют Хамфри Богарт и Сидни Гринстрит, которые играют, как обычно, надёжно. В интересном повороте (в их карьере), они поменялись своими обычными амплуа, и Богарт стал злодеем, а Гринстрит — чем-то вроде детектива. Это сделало их игру немного более сложной, чем обычно, так как Богарт добавляет (злодею) симпатии, а хитрость Гринстрита имеет слегка коварный оттенок». Кроутер считает, что «мистер Богарт всё тащит на себе, он надлежащим образом неотзывчив, холоден и жесток, но он не дьявол, и, возможно, немного излишне замкнут и угрюм ближе к финалу». «Variety» отмечает, что «Богарт даёт убедительное прочтение тяжёлой роли», а Шварц пишет, что «единственное, что не имеет недостатков (в этом фильме), это уверенная игра Богарта в роли мучающегося убийцы и штатных актёров второго плана студии „Уорнер бразерс“».
Батлер пишет, что «оба (главных актёра) хороши, но особенное удовольствие доставляет Гринстрит». «Variety» пишет, что «Сидни Гринстрит убедительно сдержан в роли психиатра и друга семьи». Кроутер отмечает, что «Гринстрит играет ходящего вразвалочку психолога с легкостью, которая делает почти нелепыми те помпезные банальности, которые он вынужден произносить». Батлер считает, что «остальные актёры также хороши, хотя Алексис Смит и не производит того впечатления, которое должна, возможно, просто её персонаж плохо прописан», «TimeOut» пишет, что Смит не выглядит сконцентрированной на роли". С другой стороны, Кроутер называет её «блондинкой и айсбергом безмятежности», «Variety» отмечает, что «Смит также вызывает интерес в роли сестры, которой приятно ухаживание Богарта, но которая отступается от него из-за лояльности семейным ценностям».